# Station Rotterdam Hofplein

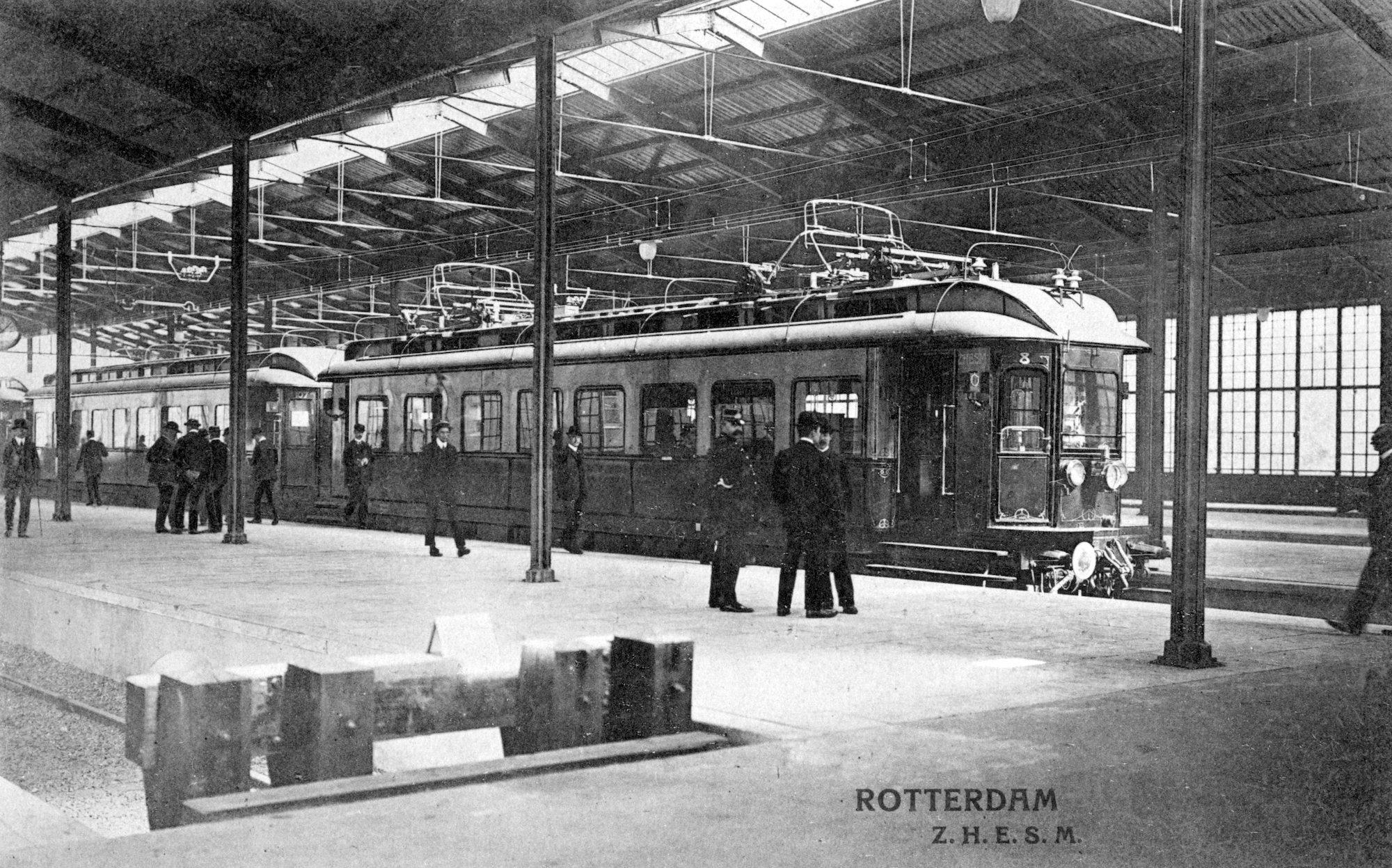
Elektrische trein van de ZHESM in het Station Rotterdam Hofplein; circa 1908. Collectie van het Utrechts Archief.

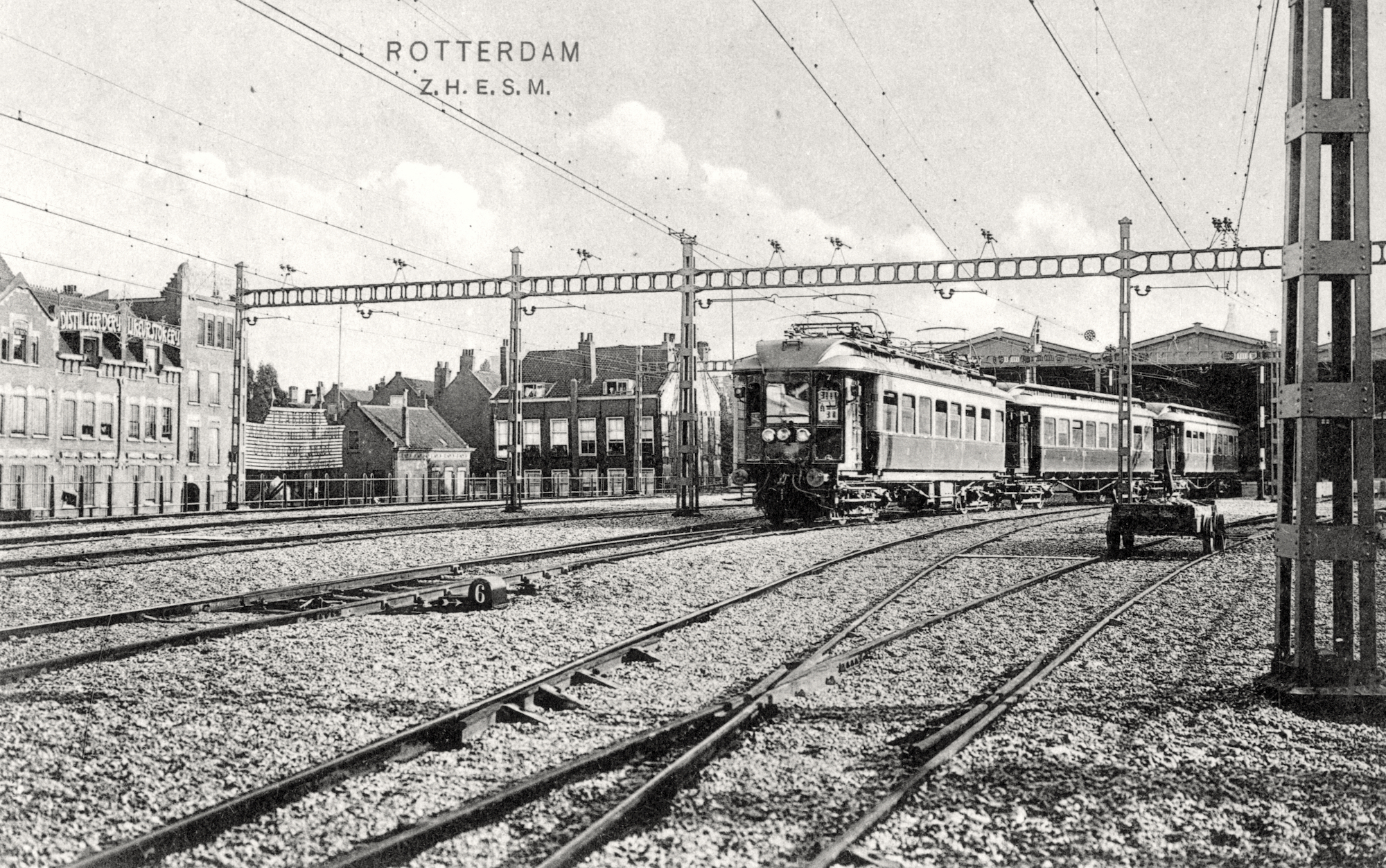
Elektrische trein van de ZHESM bij vertrek uit het Station Rotterdam Hofplein; circa 1908. Collectie van het Utrechts Archief.

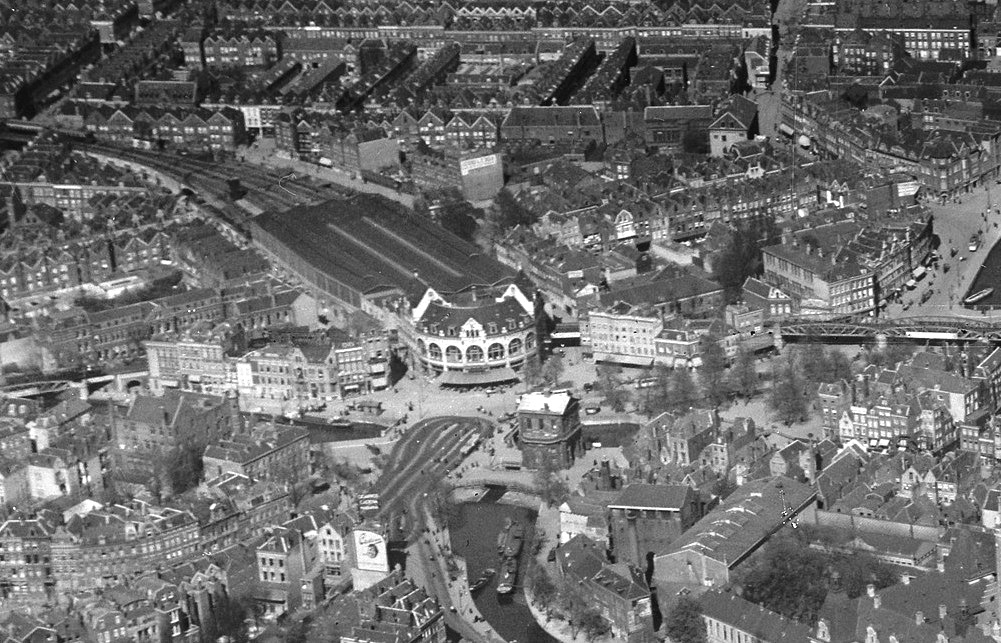
Luchtfoto van Station Rotterdam Hofplein in de jaren twintig

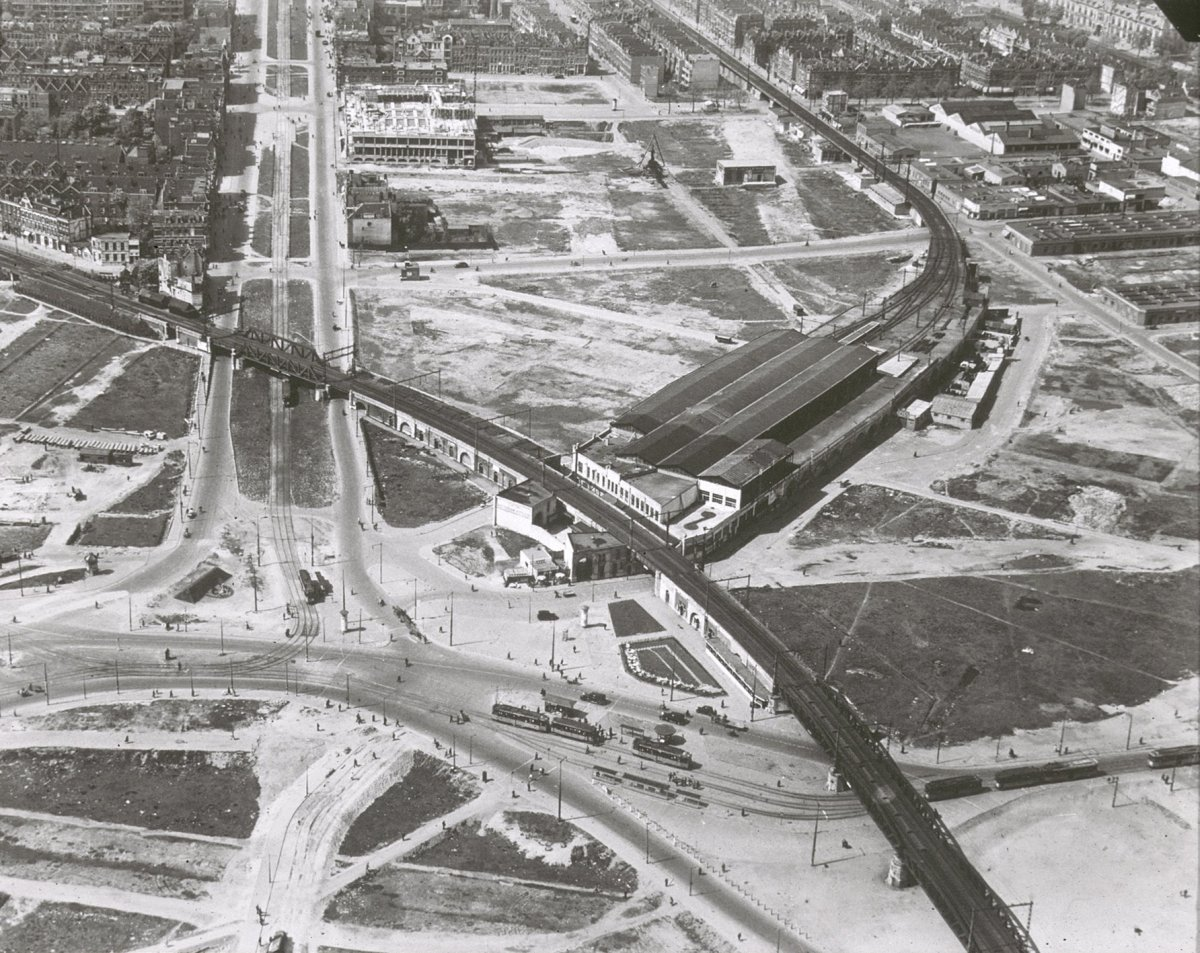
Luchtfoto van Station Hofplein na het bombardement van 1940

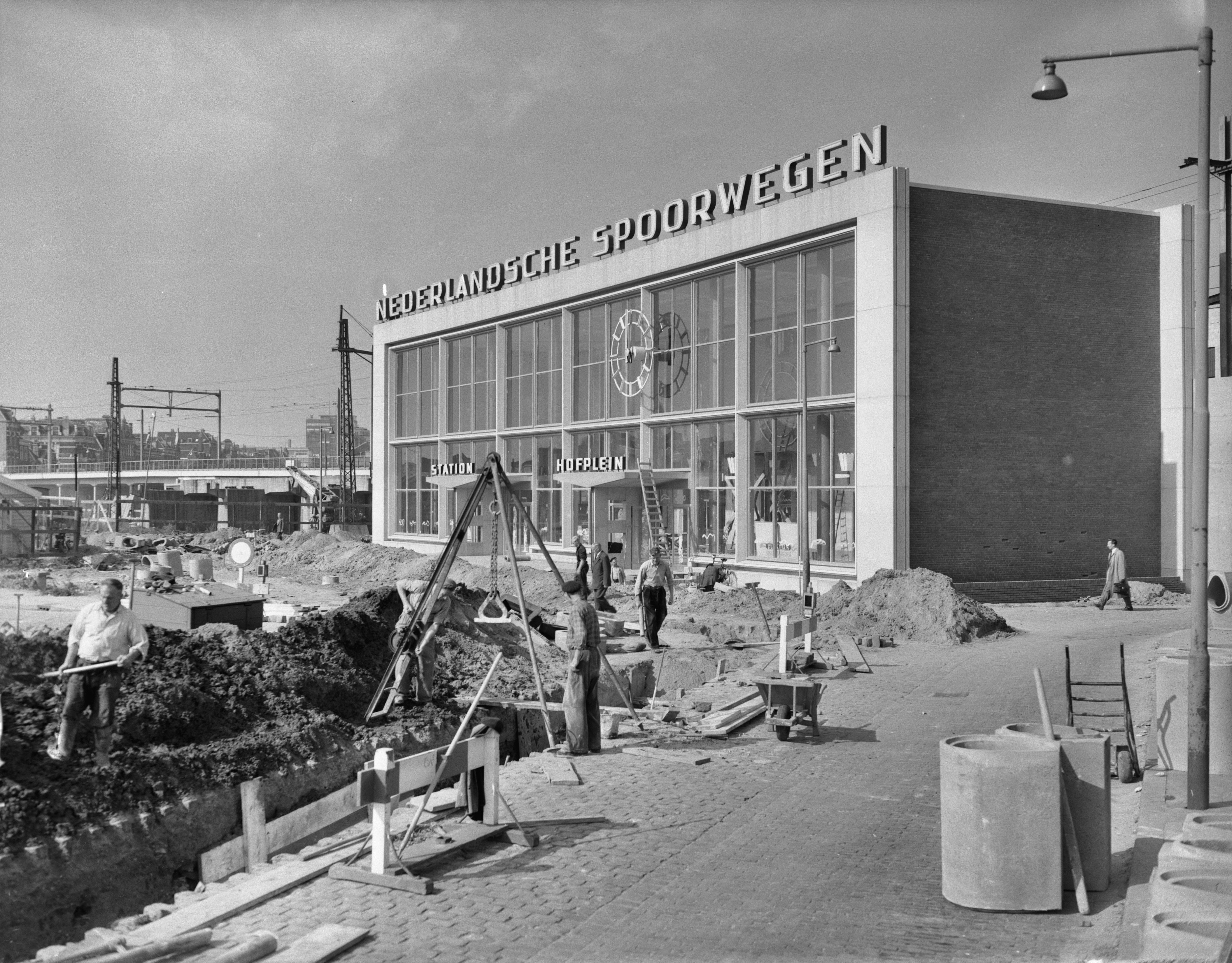
Bouw van het nieuwe Station Rotterdam Hofplein; 9 oktober 1956

Station Hofplein was het Rotterdamse eindpunt van de Hofpleinlijn, de voormalige ZHESM-lijn tussen Rotterdam en Scheveningen. Het station was tot juni 2006 in gebruik bij de NS en vervolgens bij de RET als eindpunt van RandstadRail, tot de sluiting van het station in augustus 2010.
Het stationsgebouw op deze plaats werd geopend op 1 oktober 1908. Het bijzondere halfronde gebouw, ontworpen door Jacobus Pieter Stok, werd gebouwd aan de centrumkant van het luchtspoor Rotterdam-Dordrecht, met een onderdoorgang naar de perrons. Het stationsgebouw werd gebouwd aan het drukke vooroorlogse Hofplein, dat even ten oosten lag van het huidige Hofplein. Dit verklaart de naam van het station, die minder voor de hand liggend werd toen het naoorlogse station aan het einde van de vorige eeuw gesloopt was en de stationsingang ten noorden van het luchtspoor Rotterdam-Dordrecht kwam te liggen; het Hofplein was na de oorlog al westwaarts verplaatst, naar de locatie waar voordien de Diergaardelaan in het Slagveld overging.
Het station kwam op de plaats van enkele woningen en koffiehuizen, waaronder dat van het later bekend geworden café Loos. Loos heeft deze gedwongen situatie in zijn voordeel omgezet door zich tijdelijk onder het emplacement en later, prominent, in het stationsgebouw te vestigen: vergroot de luchtfoto om de naam 'Loos' midden bovenaan de gevel van het station te zien. Het stationsgebouw werd vernield tijdens het bombardement van 14 mei 1940.
Een van de takken van de Luchtsingel, een meertakkige houten voetgangersbrug, gaat van de stationslocatie over de spoorlijn Rotterdam-Dordrecht, naar een rotonde met een tak in de richting van station Rotterdam Centraal en een tak naar het Pompenburg.

## Wederopbouw
In 1956 werd het tijdens het bombardement gesneuvelde voorgebouw opgevolgd door een nieuw stationsgebouw, ontworpen door Sybold van Ravesteyn. De gebruikte vormentaal en stijl werd ook toegepast in het stationsgebouw van Rotterdam Centraal Station dat in 1957 gereed kwam. Dit stationsgebouw is in verband met de aanleg van de Willemsspoortunnel begin jaren 90 gesloopt. Het 'stationsgebouw' was overigens meer een entreehal met enkele winkeltjes, want de lokettenhal (en tot begin jaren 70 de stationsrestauratie) bevond zich op het niveau van de perrons.
Het station kreeg in de loop van de jaren '80 een slechte reputatie vanwege de verloederde toestand en criminaliteit op en rond het station.
In 2006 had het station nog één eilandperron (waarlangs nog slechts één spoor, het noordelijke, gebruikt werd), dat rechtstreeks van de straat te bereiken was, of via de loopbrug over het tunnelspoor.
Plannen om een nieuw, derde, stationsgebouw te bouwen zijn ingehaald door de plannen voor RandstadRail. De nog wel geslagen heipalen, tussen het emplacement en de spoortunnel, getuigen van deze plannen. Tot 3 juni 2006 vertrok van Rotterdam Hofplein eens per half uur een Sprinter naar Den Haag Centraal. Per 4 juni van dat jaar heeft de NS de exploitatie van de Hofpleinlijn gestaakt.

## RandstadRail
Vanaf 10 september 2006 was het station weer enkele jaren in gebruik, nu als eindpunt van RandstadRail. Ten behoeve van het RandstadRail-bedrijf was het perron met een tijdelijke constructie verlengd (deels boven het niet meer gebruikte tweede spoor). Alleen het gedeelte buiten de overkapping werd nog gebruikt. De oude hoofdingang was niet meer in gebruik, het station was enkel nog bereikbaar langs de trap aan de achterzijde (Heer Bokelweg), bij de tramhalte van lijn 4.
Toen de verbinding van metrolijn E met Rotterdam Centraal, via het Statenwegtracé, op 17 augustus 2010 in gebruik kwam, werd station Hofplein definitief gesloten.

## Hofbogen
Een aantal Rotterdamse woningcorporaties heeft in 2006 gezamenlijk het Hofpleinlijnviaduct overgenomen van de Nederlandse Spoorwegen/ProRail. Ze zijn sindsdien verantwoordelijk voor het beheer van het emplacementsgebouw en de bedrijfsruimten in het viaduct van de voormalige spoorlijn.

## Fotogalerij

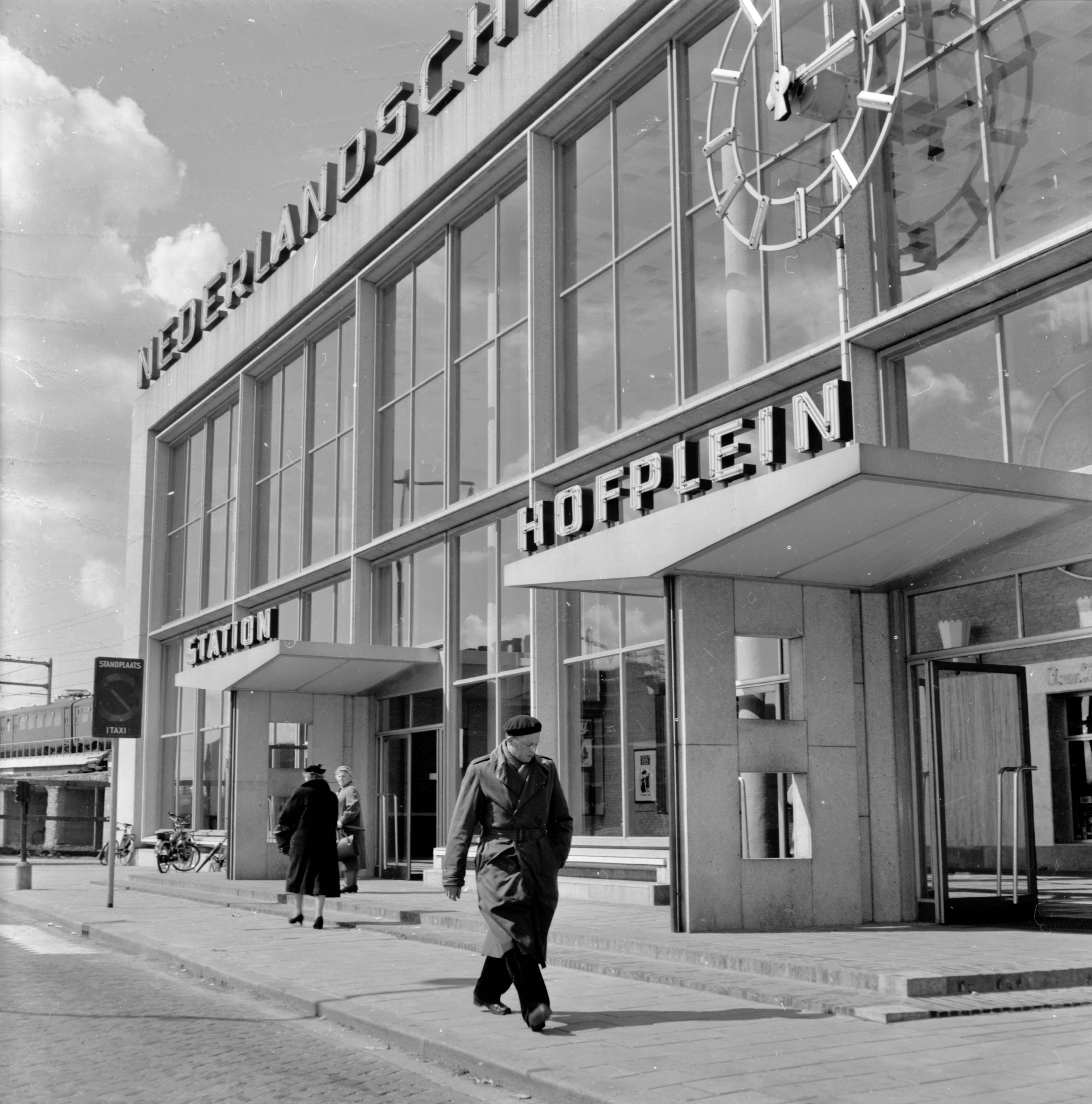
Voorzijde van het station, 23 april 1957
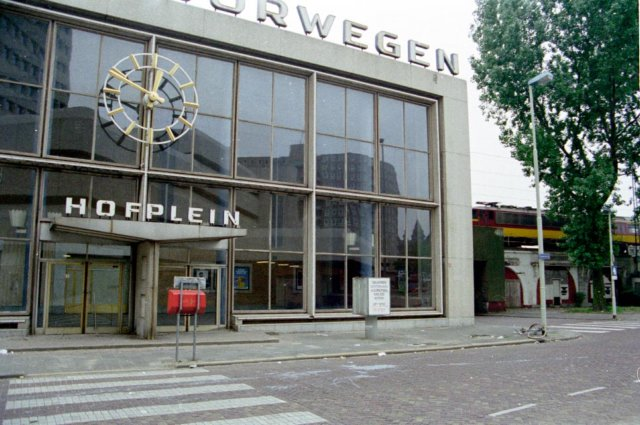
De voorzijde van het station Hofplein uit 1956; juni 1988.
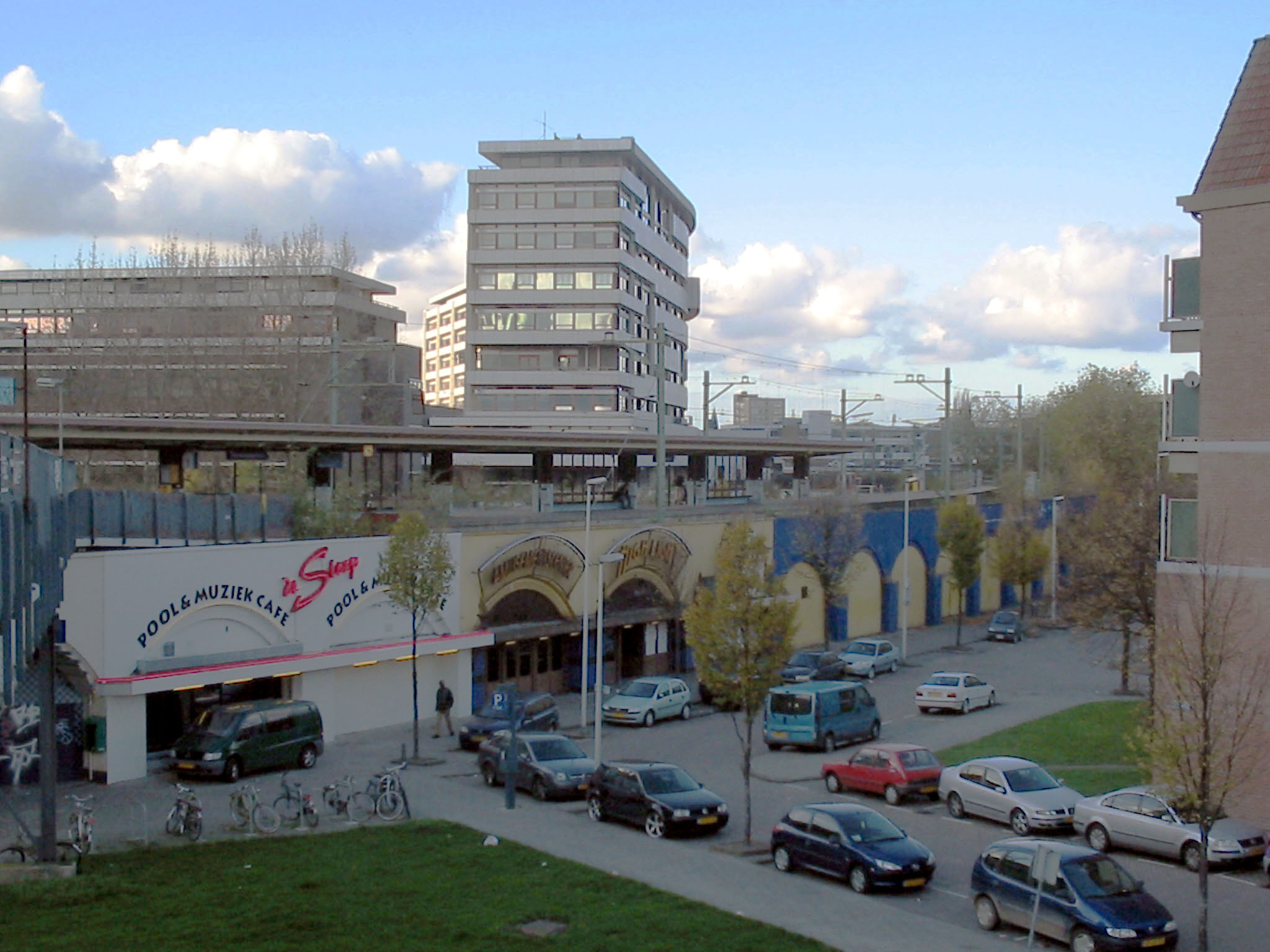
Het station gezien vanaf de loopbrug
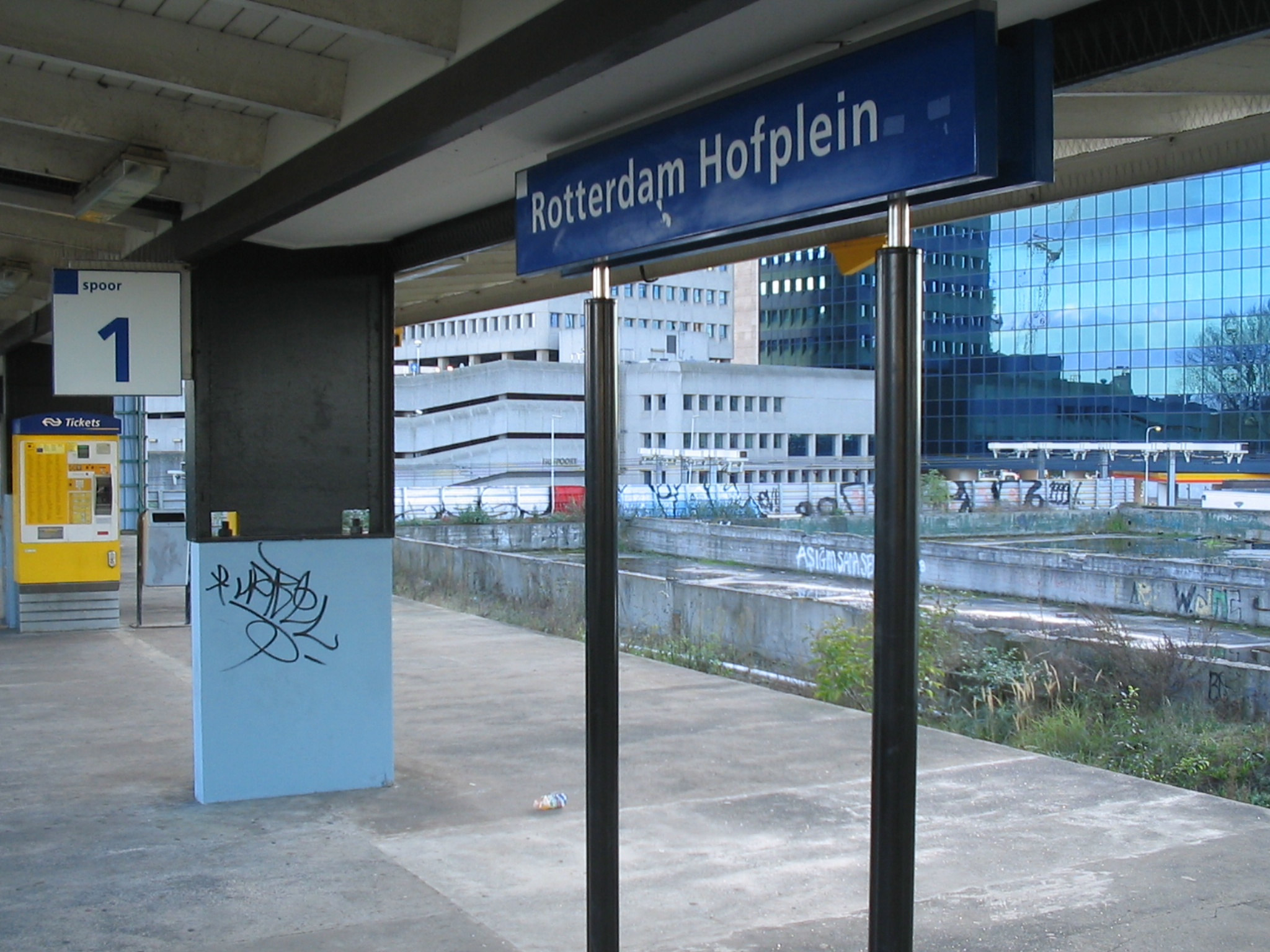
Station Rotterdam Hofplein; 13 november 2005
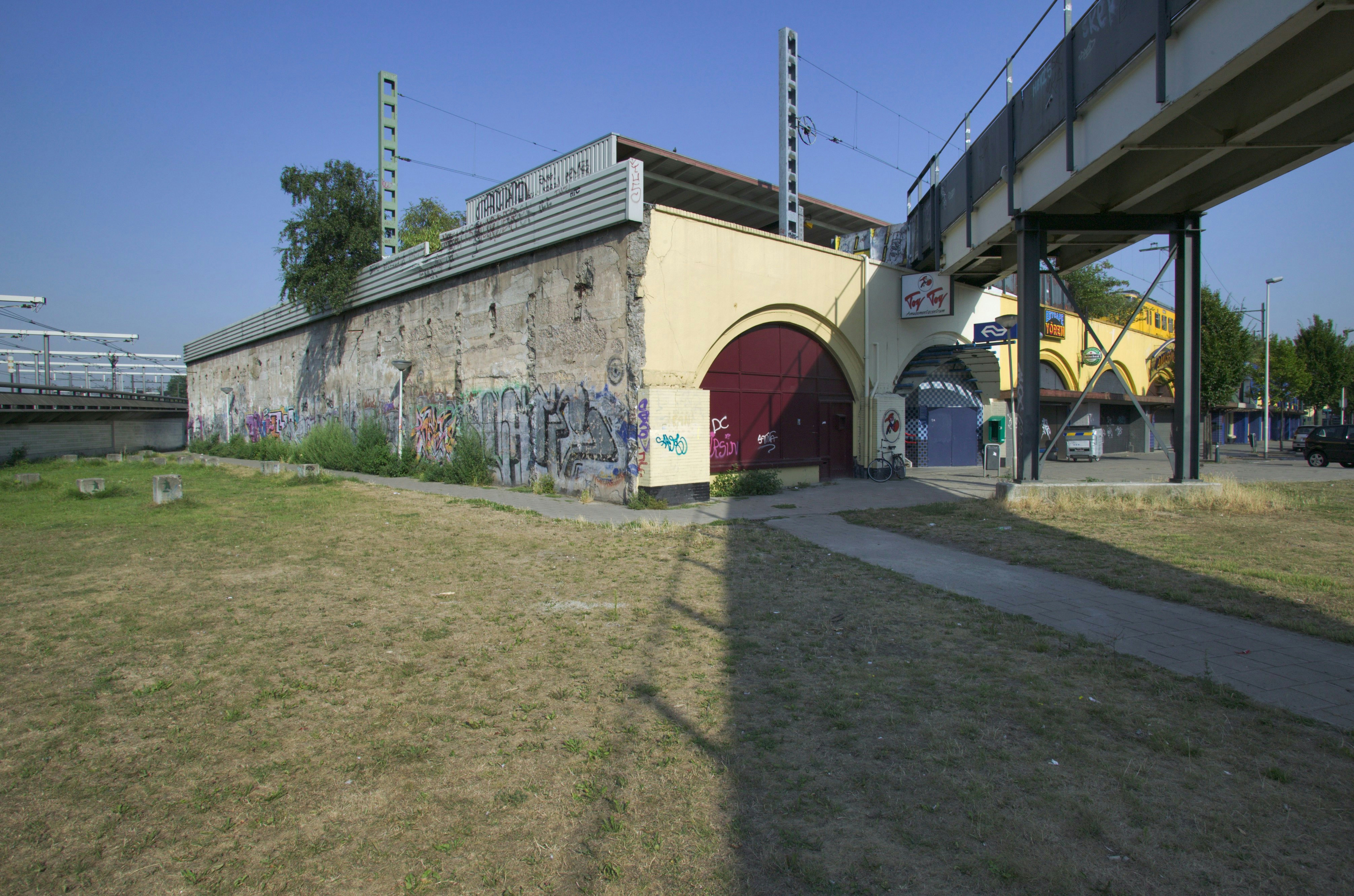
Eindstation Hofplein, afgekapt spoor; juli 2003
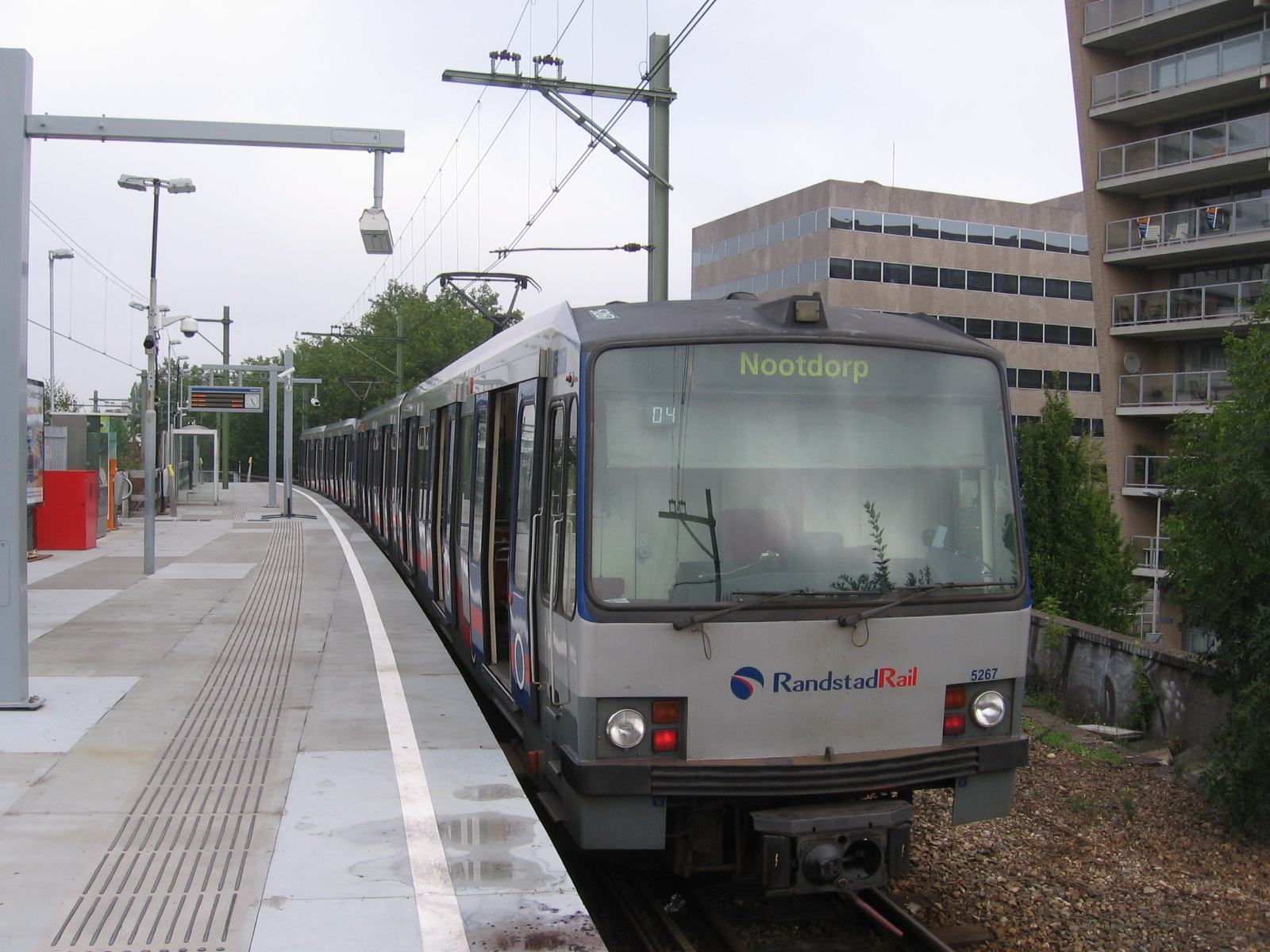
Station Hofplein als eindpunt van RandstadRail Erasmuslijn met een metro; 21 augustus 2007
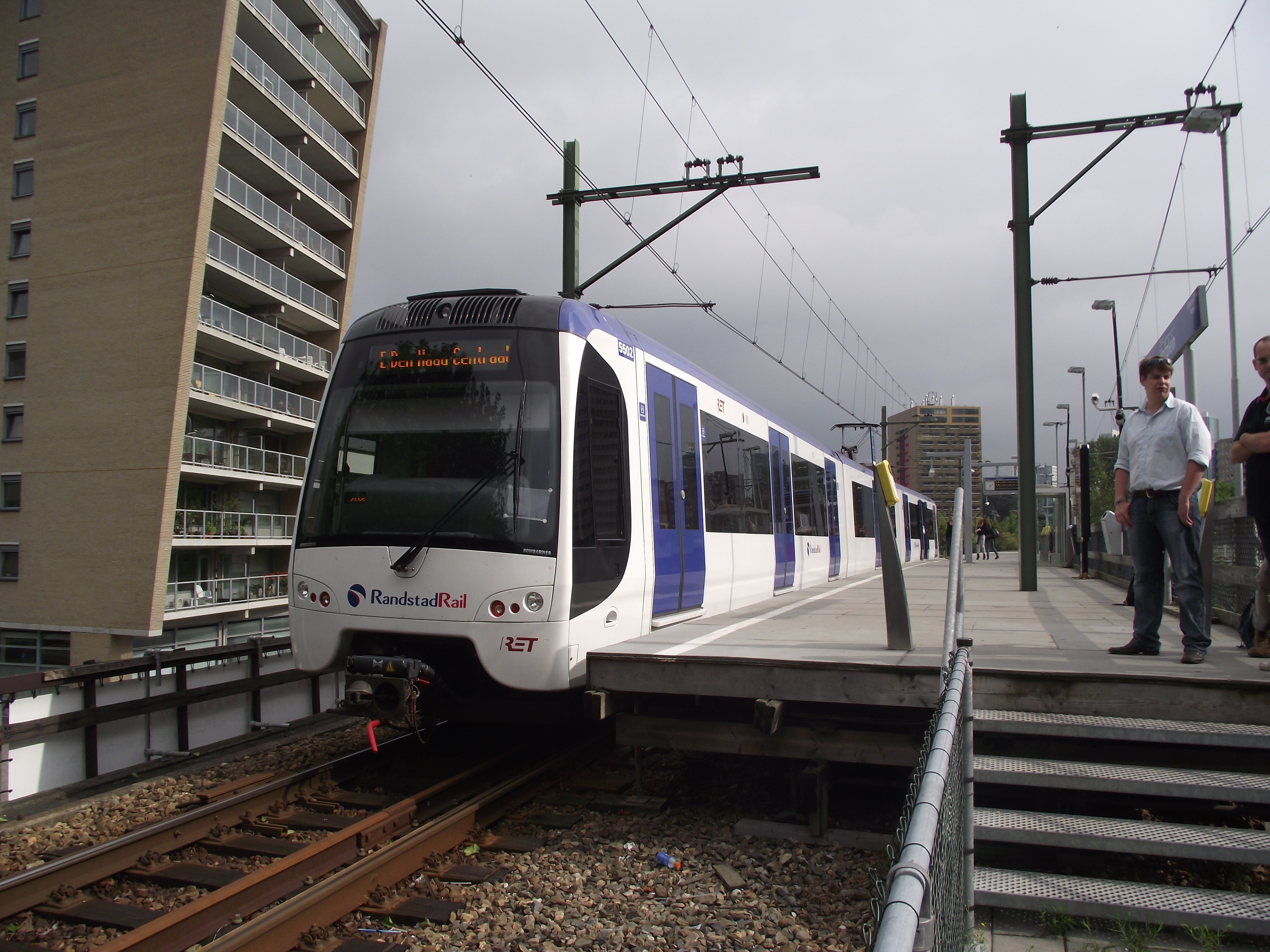
Laatste metroritten tijdens de laatste rijdag op station Rotterdam Hofplein; 16 augustus 2010
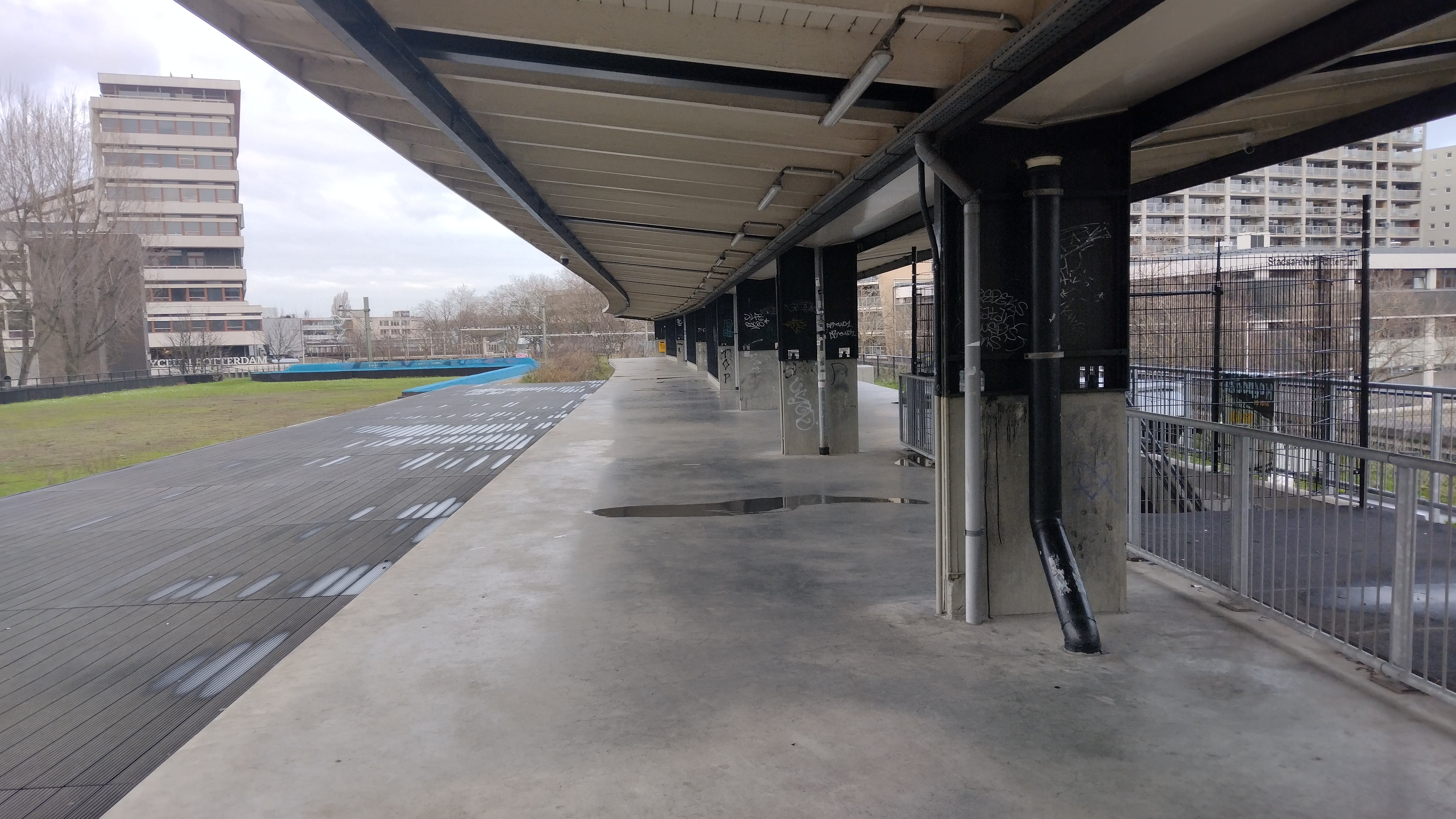
Het perron van het ondertussen buiten gebruik genomen station Rotterdam Hofplein; 13 januari 2023